# Municipio de Valley (condado de Armstrong)
El municipio de Valley (en inglés: Valley Township) es un municipio ubicado en el condado de Armstrong en el estado estadounidense de Pensilvania. En el año 2000 tenía una población de 681 habitantes y una densidad poblacional de 17.9 personas por km².

## Geografía
El municipio de Valley se encuentra ubicado en las coordenadas 40°49′27″N 79°24′57″O / 40.82417, -79.41583.

## Demografía
Según la Oficina del Censo en 2000 los ingresos medios por hogar en la localidad eran de $40,000 y los ingresos medios por familia eran $46,071. Los hombres tenían unos ingresos medios de $29,444 frente a los $20,250 para las mujeres. La renta per cápita para la localidad era de $16,664. Alrededor del 7,2% de la población estaban por debajo del umbral de pobreza.